# Değirmenköy, Güroymak
Değirmen là một xã thuộc huyện Güroymak, tỉnh Bitlis, Thổ Nhĩ Kỳ. Dân số thời điểm năm 2011 là 2.373 người.